# Cataclysme comparata
Cataclysme comparata là một loài bướm đêm trong họ Geometridae.